# Paul von Ragué Schleyer

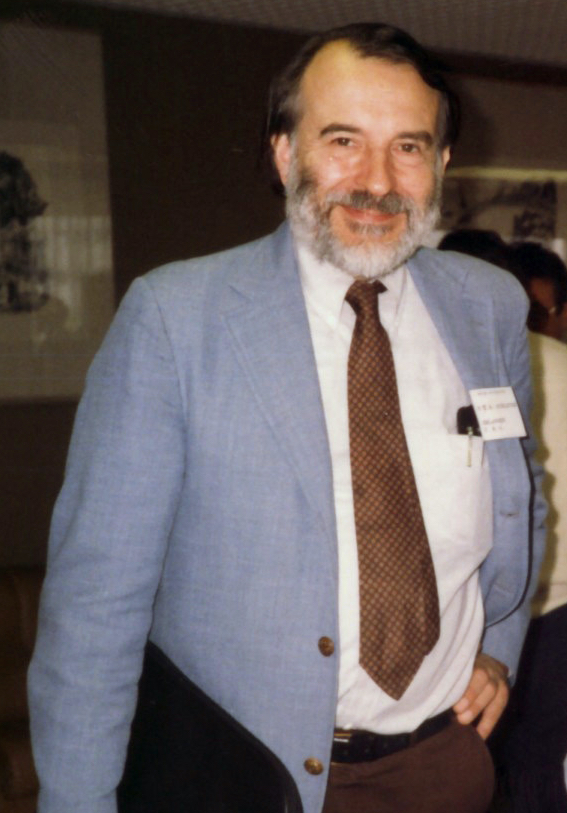
Schleyer im Jahr 1987

Paul von Ragué Schleyer (* 27. Februar 1930 in Cleveland, Ohio; † 21. November 2014 in Ila, Georgia) war ein US-amerikanischer Chemiker und Professor für organisch-physikalische Chemie.

## Leben und Werk
Er graduierte als Jahrgangsbester an der Cleveland West Technical High School im Jahre 1947. 1951 empfing Schleyer den Bachelor of Arts an der Princeton University mit magna cum laude. Er wurde 1957 an der Harvard University promoviert, wo er in der Arbeitsgruppe von Paul Doughty Bartlett (1907–1997) arbeitete. 1962 wurde er Sloan Research Fellow.
Im Jahr 1969 wurde er an der Princeton University "Eugene Higgins Professor of Chemistry". Im Jahr 1975 nahm er einen Ruf an die Universität Erlangen an, wo er Ko-Direktor des Instituts für Organische Chemie wurde und 1993 das Computer-Chemie-Centrum gründete. Im Jahr 1998 wurde er in Erlangen emeritiert, seitdem setzte er seine Arbeiten in Athens an der University of Georgia fort, wo er "Graham Perdue Professor of Chemistry" war.
In einer Erhebung aus dem Jahr 1997 war Schleyer, der inzwischen deutlich über 1260 wissenschaftliche Artikel veröffentlicht hat, der am dritthäufigsten zitierte Chemiker der Welt. Seit 1984 war er ordentliches Mitglied der Bayerischen Akademie der Wissenschaften.
Er hat zwölf Bücher im Bereich der Lithium-Chemie, der quantenchemischen ab initio-Molekülorbitaltheorie und Carboniumionen veröffentlicht. Er war ehemaliger Präsident der International Academy of Quantum Molecular Science und Herausgeber der Encyclopedia of Computational Chemistry.

## Veröffentlichungen
Einige seiner zwölf Monographien wurden in Zusammenarbeit mit Nobelpreisträgern wie John Anthony Pople, Herbert Charles Brown und George Andrew Olah herausgegeben. Seine Forschungsaktivitäten lagen auch im Bereich der Synthese von Adamantan und anderen Käfigverbindungen. Er entdeckte auch neue Arten der Wasserstoffbrückenbindung und identifizierte Mechanismen der Solvolyse und deren reaktiven Zwischenverbindungen.
Als Pionier auf dem Gebiet der Computerchemie identifizierte er eine Reihe neuer molekularer Strukturen, besonders die der Lithium-Chemie und von Elektronenmangelverbindungen. Zuletzt forschte er u. a. zur Aromatizität und zur Hyperkoordination von Kohlenstoff (z. B. Planar-sechsfach-koordinierter Kohlenstoff).
2013 war er Ko-Autor einer Studie, die endgültig die Charakterisierung des 2-Norbornyl-Kations als nichtklassisches Ion durch Röntgenstrukturanalyse bewies (ein jahrzehntelanger Streit zwischen George A. Olah und Saul Winstein auf der einen Seite (nicht-klassisches Ion) und H. C. Brown auf der anderen).

## Ehrungen
Schleyer empfing zahlreiche Ehrungen und Auszeichnungen, u. a. die Ehrendoktorwürde der Universität Lyon, der Universität München, der Universität Kiew und 2011 der Universität Marburg, die Adolf-von-Baeyer-Denkmünze, den James Flack Norris Award in Physikalischer Chemie, die Heisenberg-Medaille und das Bundesverdienstkreuz am Bande. Zudem war er seit 2007 Mitglied der American Academy of Arts and Sciences. 1999 erhielt er den ersten Arfvedson-Schlenk-Preis für Lithiumchemie.